# 麥可·加西亞 (1968年)
麥可·R·賈西亞（英語：Michael R. Garcia，1968年5月11日—）為美國加州的棒球選手，先後效力過中華職棒味全龍及統一獅，譯名分別為賈西及凱撒。1997年、2004年兩度榮獲年度MVP，中華職棒生涯累計124次救援成功次數曾為紀錄保持人，之後於2013年8月15日被林岳平打破。

## 職棒生涯成績

### 中華職棒
- (粗黑體字為該年度最佳或最高成績)

| 年度 | 球隊   | 出賽 | 先發 | 勝投 | 敗投 | 完投 | 完封 | 救援 | 中繼 | 奪三振 | 四死 | 投球局數 | 責失 | 防禦率 |
| ---- | ------ | ---- | ---- | ---- | ---- | ---- | ---- | ---- | ---- | ------ | ---- | -------- | ---- | ------ |
| 1996 | 味全龍 | 58   | 2    | 4    | 5    | 0    | 0    | 29   | －   | 183    | 26   | 146.2    | 34   | 2.09   |
| 1997 | 味全龍 | 50   | 1    | 7    | 4    | 1    | 1    | 20   | －   | 128    | 29   | 104.2    | 22   | 1.89   |
| 1998 | 味全龍 | 48   | 1    | 6    | 7    | 0    | 0    | 26   | －   | 133    | 28   | 95.2     | 32   | 3.01   |
| 2004 | 統一獅 | 53   | 0    | 7    | 1    | 0    | 0    | 26   | －   | 140    | 15   | 89.0     | 7    | 0.71   |
| 2005 | 統一獅 | 53   | 0    | 6    | 5    | 0    | 0    | 23   | －   | 67     | 15   | 60.0     | 15   | 2.25   |
| 合計 | 5年    | 262  | 4    | 30   | 22   | 1    | 1    | 124  | 0    | 651    | 113  | 496.0    | 110  | 2.00   |

## 經歷

### 球員
- 中華職棒味全龍（1996年－1998年）
- 美國職棒匹茲堡海盜（1999年－2000年、2001年）
- 韓國職棒三星獅（2000年）
- 墨西哥聯盟迪亞布羅Rojos（2001年）
- 墨西哥聯盟猶加敦獅（2002年－2003年）
- 美國職棒大聯盟巴爾的摩金鶯（2002年－2003年）
- 中華職棒統一獅（2004年－2005年）
- 美國職棒芝加哥小熊（小聯盟３Ａ）（2006年）
- 美國職棒獨立聯盟‧北方聯盟Road Warriors（2007年）

### 球探、教練
- 美國職棒費城費城人隊 球探（2008年─）
- 中華職棒味全龍 投手統籌教練（2023年－）

## 特殊記錄
- 連續45局未責失分曾為中華職棒紀錄，在2023年9月27日富藍戈後援1.1局無責失分後，為此記錄的最新保持人。
- 連續16局奪三振曾為中華職棒紀錄，目前紀錄保持人則為興農牛勇壯。
- 在1997年、2004年，以不同譯名在不同球隊，兩度拿下年度MVP。
- 生涯累計124救援成功次數，也是中華職棒第一位百救援投手。此紀錄直到2013年8月15日才被統一獅時期的隊友林岳平所打破

## 風格
凱薩（賈西）的球路只有直球和滑球這2種，看似非常好猜，但問題出在速球時速逼近150公里，滑球也分成搶好球用的縱向，和解決打者用的橫向這2種。佐以縝密策略與高精確度控球，對戰打者稍微不慎，就會在轉眼間被他逼入絕境，最後只能吞下老K，強如彭政閔在他面前也束手無策。

## 外部連結
- 麥可·加西亞在台灣棒球維基館上的頁面（繁體中文）
- 麥可·加西亞在中華職棒
- 麥可·加西亞在Baseball-Reference.com（大聯盟）（英语）
- 麥可·加西亞在Baseball-Reference.com（小聯盟以及海外聯盟）（英语）

| 前任： 陽介仁        | 味全龍開幕戰先發投手 1996年             | 繼任： 黃文博         |
| 前任： 王漢          | 中華職棒三振王 1996年                   | 繼任： 安力奎·伯格斯  |
| 前任： 勞勒 世介勇   | 中華職棒救援王 1997年~1998年 2004年     | 繼任： 布萊恩B.K 達威 |
| 前任： 郭進興 張泰山 | 中華職棒年度MVP 1997年 2004年           | 繼任： 怪力男 林恩宇  |
| 前任： 宋榮泰        | 中華職棒總冠軍賽優秀球員獎(勝方) 1997年 | 繼任： 黃煚隆         |